# The Vagabonds
The Vagabonds er en amerikansk stumfilm fra 1912 af Sidney Olcott.

## Medvirkende
- Gene Gauntier som Nell
- Sidney Olcott som Tom
- Jack J. Clark
- Alice Hollister som Jane